# Dayyinah
L'illa de Dayyinah (àrab: جزيرة دينا, jazīrat Dayyinā) és una illa de l'Emirat d'Abu Dhabi (Emirats Àrabs Units) allunyada de la costa de l'emirat, a uns 200 km al nord-oest de la ciutat d'Abu Dhabi. És adjacent a la frontera marítima amb Qatar.
És una illa arenosa amb poc metres d'altura màxima (5 metres), rodejada de roques i corals. Està deshabitada (encara que visitada ocasionalment per pescadors especialment durant les tempestes) i la seva superfície és de 10 km².
A l'illa hi viuen falcons, i hi ha també la colònia d'unes 8000 parelles de cormorans de Soctora (phalacrocorax nigrogularis), la més gran dels Emirats i una de les 15 que hi ha a tot el món; hi viuen també altres ocells més comuns (a l'estiu hi fan els nius 10,000 parells d'sterna anaethetus i uns 6500 parells d'sterna repressa) i tortugues verdes (que no es deixen veure pràcticament); hi ha una petita colònia de larus hemprichii, que a part d'aquesta illa només es troba a Qarnein. Tots els animals prosperen, ja que l'illa té una mínima presència humana i la depredació de l'home es pot sostenir. No obstant s'han detectat plagues de ratolins (mus musculus).
Es va fer una primera inspecció arqueològica però no s'ha fet una excavació seriosa. La manca d'aigua a l'illa no fa esperar la presència humana permanent i, per tant, troballes rellevants.
Per l'acord de 20 de març de 1969 entre Qatar i Abu Dhabi aquesta illa va ser reconeguda possessió d'Abu Dhabi i les veïnes illes d'Al-Ashat i Sharaiwah (al nord-oest) de Qatar. Les aigües territorials entre els dos països formen una línia imaginària que va entre la frontera sud-est de Qatar i el centre del golf Pèrsic i que passa per la vora occidental de l'illa, excepte en un arc a la rodalia d'aquesta en què les aigües corresponen a Abu Dhabi en una distància de 15 milles nàutiques (27.780 metres). El camp petrolier d'Al-Bunduq és compartit al 50%.